# جداسازی مغناطیسی
جداسازی مغناطیسی (انگلیسی: Magnetic separation) فرایند جداسازی اجزای مخلوط با استفاده از خاصیت آهنربایی برای جذب مواد مغناطیسی است. فرآیندی که برای جداسازی مغناطیسی استفاده می‌شود، مواد غیر مغناطیسی را از مواد مغناطیسی جدا می‌کند. این روش برای تعداد معدودی از مواد معدنی فرومغناطیسی که (حاوی مواد معدنی آهن، نیکل و کبالت) و پارامغناطیس هستند کاربرد دارد.۲] بیشتر فلزات از جمله طلا، نقره و آلومینیوم غیر مغناطیسی هستند.
در انواع گوناگون زیادی از ابزارهای مکانیکی از این شیوه برای جداسازی مواد مغناطیسی استفاده می‌شود. در طول جداسازی مغناطیسی، آهنرباها در داخل دو درام جداکننده‌ای قرار می‌گیرند که مایعات را حمل می‌کنند. با توجه به آهنرباها، ذرات مغناطیسی با حرکت درام‌ها حرکت می‌کنند. این می‌تواند یک کانسنگ مغناطیسی (به عنوان مثال یک کنسانتره سنگ معدن) ایجاد کند.